# Meilingius giganteus
Meilingius giganteus là một loài côn trùng thuộc bộ Neuroptera. Loài này được Ren et al. miêu tả năm 2002.